# Shanice Craftová
Shanice Craftová (* 15. května 1993 Mannheim) je německá atletka, jejíž specializací je hod diskem a vrh koulí. Měří 184 cm a váží 90 kg. Je dcerou afroamerického vojáka sloužícího na základně v Mannheimu. Je členkou klubu SV Halle a pracuje jako policistka. Jejím trenérem je René Sack.
Získala zlatou medaili v disku na Letních olympijských hrách mládeže 2010 a na mistrovství Evropy juniorů v atletice 2011. Na mistrovství světa juniorů v atletice 2012 vyhrála v soutěži koulařek a byla druhá mezi diskařkami. Je vítězkou mistrovství Evropy v atletice do 23 let 2015. Na mistrovství Evropy v atletice získala v letech 2014, 2016 a 2018 tři bronzové diskařské medaile v řadě. Startovala také na mistrovství světa v atletice 2015, kde skončila sedmá, a na Letních olympijských hrách 2016, kde obsadila jedenácté místo. V roce 2019 vyhrála Evropský vrhačský pohár v Šamoríně.
Její osobní rekordy jsou v disku 65,88 m venku a 64,03 m v hale a v kouli 17,75 m venku a 17,66 m v hale.